# Francesco de Pinedo
Francesco de Pinedo (né le 16 février 1890 à Naples et mort le 3 septembre 1933 à New York) est un aviateur italien, issu d'une famille napolitaine aisée, formé à l’école de pilotage de Taranto, où il obtient son brevet militaire en 1917.

## Biographie
Entre avril et novembre 1925, Francesco De Pinedo effectue un raid aérien à bord d'un hydravion Savoia-Marchetti S16, moteur Lorraine 12 Eb de 450 chevaux, baptisé Gennariello en référence au saint patron de sa ville natale : Naples, à savoir saint Janvier (San Gennaro). Accompagné par son navigateur et mécanicien Ernesto Campanelli, il parcourt 55 000 km, entre Naples, Melbourne, Tokyo et Rome, en 202 jours et 67 étapes, du 20 avril au 7 novembre 1925, soit 370 heures de vol,.
En 1927, à bord d'un bimoteur Savoia-Marchetti S55, le "Santa Maria", De Pinedo rejoint l'Arizona depuis Rome, en passant par le Cap-Vert et Buenos-Aires, dans le cadre d'un raid autour de l'Atlantique qu'il réalise avec le capitaine Delprete et le mécanicien Zacchetti. Le 6 avril, alors qu'il refait le plein sur le Theodore Roosevelt Lake (en) en Arizona, son hydravion prend feu et coule en quelques minutes, un mécanicien ayant par mégarde jeté un mégot dans une flaque d'eau et d'essence.
Il meurt dans l'incendie de son avion Bellanca J-3-500 qui suit son décollage raté pour le vol New York-Bagdad, alors qu'il voulait tenter de battre le record de distance.

## Sources
- Biographie de Francesco de Pinedo sur Aero-mondo.fr